# Ріоплатська іспанська

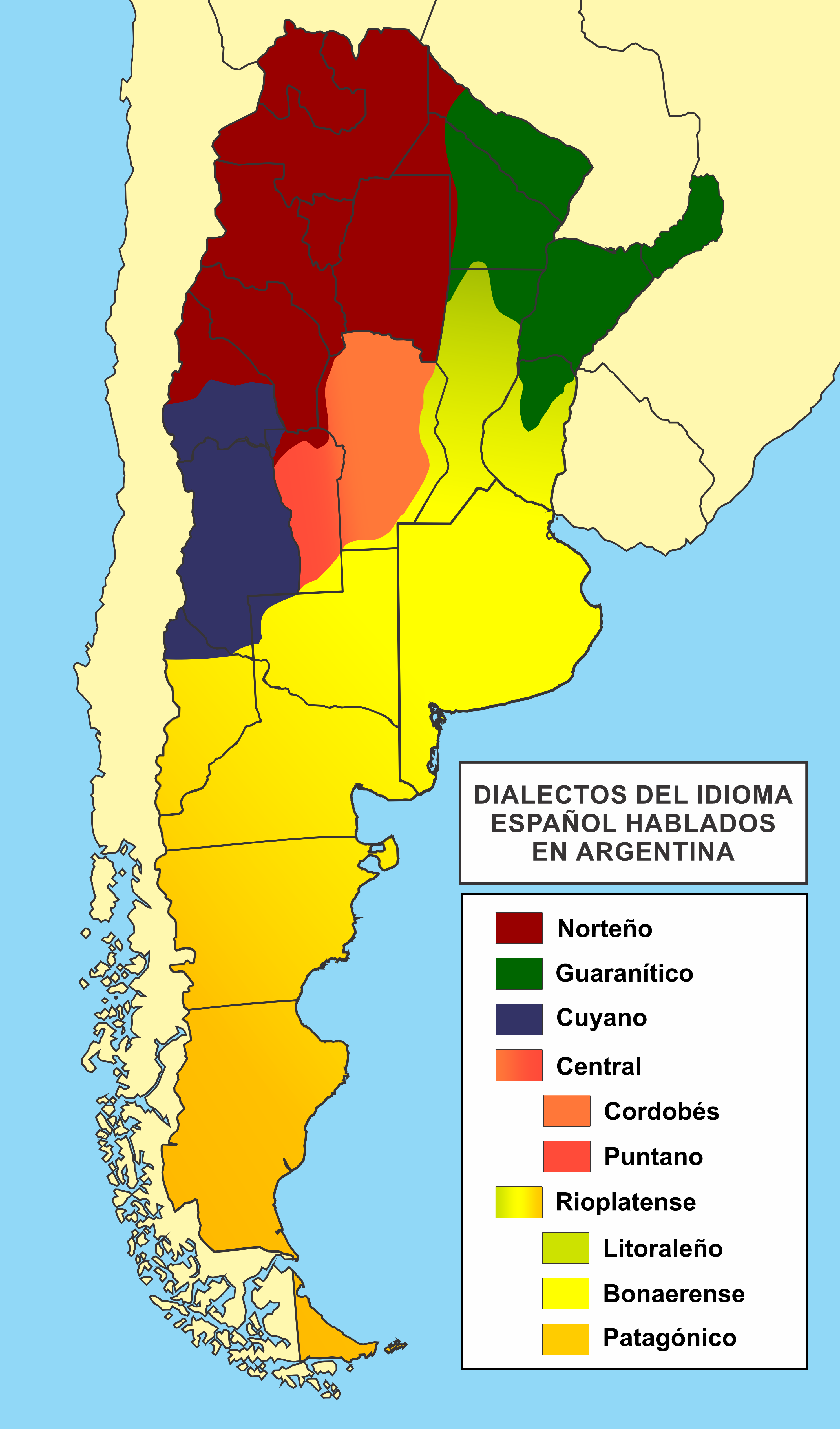
Говори та діалекти іспанської мови Аргентини. Автор: Берта Елена Відаль де Баттіні

Ріоплатський діалект іспанської мови (ісп. español rioplatense, також español argentino–uruguayo) — різновид іспанської мови, поширена в регіоні Ріо-де-ла-Плата, переважно в Аргентині та Уругваї. У його основі лежить дивергентна говірка перших іспанських колоністів-гаучо, яка через відносну малонаселеність і економічну занедбаність регіону в ході іспанської колонізації Америки отримала ряд своєрідних рис як у порівнянні з Мадридом, так і в порівнянні зі спочатку важливішими ресурсними колоніями на зразок Мексики і Перу.

## Історія
Стійке збереження восео, у тому числі і під впливом норм сусідньої португаломовної Бразилії, надало цьому регіону певну своєрідність вже на ранньому етапі розвитку. Дебуккалізація багатьох приголосних також мала місце, хоча консервативна традиція пізніше пригальмувала проникнення цього явища до орфоепічних норм. Але найбільш значущим для розвитку автономних рис цієї говірки стала масова імміграція південно-італійського населення в Аргентину наприкінці XIX — початку XX століть, яка концентрувалися в Буенос-Айресі. Саме мелодійний інтонаційний малюнок дозволяє практично моментально виділити ріоплатську іспанську з низки інших говірок і діалектів. Під потужним впливом мови італійських іммігрантів у столиці розвинувся і своєрідний жаргонний соціолект лунфардо, частина лексики якого перейшла потім і в стандартну іспанську ріоплатську. Саме ця столична говірка поширилася зі столиці по всьому півдні країни в ході так званого Завоювання пустелі, а потім популяризована столичними ЗМІ у XX—XXI ст. у регіонах Аргентини, а також в Уругваї та Парагваї. При цьому на північно-західній периферії самої Аргентини продовжують зберігатися архаїчніші іспанські говірки андського різновиду (кордовська, сантьяго-дель-естерська, жужуйська тощо).

## Відмінні риси
- Тотальне поширення повного восео: класичне займенниково-дієслівне «vos tenés» при більш рідкісних, але можливих варіантах «vos tienes» і «tu tenés».
- У «народній» фонетиці часто зустрічається аспірація / дебуккалізація / леніція та «ковтання»[6] -s в кінці мови.
- Злиття ll ([ʎ]) і y ([j]) в [ʃ], що отримало назву ослаблена йотизація (глухе реілам'єнто)[6]. Даний феномен з'явився в мові молодих жінок в останній третині XX століття, і до цього часу охоплює обидві статі та практично всі вікові групи.
- Перевага простих форм (претерит: dije) над складовими (перфект: he dicho)
- Перевага перифрастичних аналітичних конструкцій (voy a ir) над синтетичної (iré) для вираження майбутнього часу.
- Музичний інтонаційний малюнок мови, запозичений із неаполітанської мови.
- Лексичні італіанізми (lavorare > laburar ; mangiare > manyar)
- Збереження низки застарілих Іспанії лексем (lindo).
- По ряду інших рис ріоплатський є цілком стандартним для американських різновидів іспанської. Наприклад, тотальне сесео[es] призводить до заміни cocer на фонетично недвозначне cocinar щоб не плутати його з coser, а caza замінюється на cacería для посилення фонетичного контрасту з casa.

## Говори
Ріоплатський говір у працях деяких учених підрозділяється на кілька дрібніших територіальних різновидів: портовий (ісп. porteño) іспанський (Буенос-Айрес і більшість однойменної провінції), патагонський іспанський (ісп. patagónico) на півдні, а також міжрічний/прибережний іспанський (ісп. litoral) північ від столиці.